# Епитафи Тодоровићима на гробљу Буковац у Ртарима
Епитафи Тодоровићима на гробљу Буковац у Ртарима представљају значајна епиграфска и фамилијарна сведочанства преписана са старих надгробних споменика у доњодрагачевском селу Ртари, Oпштина Лучани.
Тодоровићи из Ртара воде порекло од Радисава Тодоровића из села Лучана који се око 1835. године „призетио” у кућу Ђура Недовића, оженивши се са његовом ћерком Ружицом. Радисав и Ружица имали су осморо деце - два сина и шест ћерки. Од њиховог сина Сретена води родословно стабло ове фамилије.
Тодоровићи данас живе у Ртарима и Београду. Славе Аранђеловдан.
Споменик Радисаву Тодоровићу (†1866)
Овде почива раб. Божи
РАДИСАВ Тодоровић
поживи 60 г.
а умре 29 октобра 1866 г.
Спомен подиже му син Сретен
и њен унук Милутин
Споменик Ружици Тодоровић (†1872)
Овде почива
РУЖИЦА
жена Радисава Тодоровића из Ртара
поживи 61 г.
умре 26 децембра 1872 г.
Спомен подиже јој син Сретен
и њен унук Милутин.
Споменик дечаку Милораду Тодоровићу (†1891)
Овде почива раб. Божи
МИЛОРАД
син Сретена Тодоровића.
Поживи 13 г.
умре 26 августа 1891 г.
Спомен подиже му отац Сретен
Споменик Сретену Тодоровићу (†1904)
ИС ХР НИ КА
О премили српски роде
умиљато стани мало овде
Не пожали труда свога
што ћеш стати и читати
спомен гроба мога
и поменути брата свога
блажено упокојеног раба
СРЕТЕНА Тодоровић
бившег житеља и земљоделца
из овог села Ртара
кои као честити Србин
у своме дому
доста је сиротиње подхранио.
Ратовао је у Српско турском рату
и рањен је 1876 г.
борећи се са непријатељем на Јавору
рањен је са леве стране у борби
и одликован је орденом
од стране владаоца.
Поживи 60 г.
престави се у веч.
30 октобра 1904. г.
На надгробној пише:
СРЕТЕН 1844-1904
Под овом ладном плочом
леже кости Сретена Тодоровића
Овај спомен подигоше његова супруга Миљка
и синови Милутир Славомир и Јездимир
за вечну успомену
Споменик Миљки Тодоровић (†1915) и сину Милутину (†1918)
Пред овим спомеником
почива тело покојне
МИЉКЕ
супруге Сретена Тодоровића из Ртара
рођене 1867 г.
а као напредна домаћица поживи 48 год.
умрла 17 априла 1915 године.
МИЛУТИН Тодоровић
син Сретена
рођен 1884 г.
а као ратник заробљен од стране
аустријанаца и стрељан 1918 год.
Спомен подижу јој син Јездимир
и унуци Радован Милан и Милољуб
и сна Стана
унука Олга и Славка